# Méckhé village
Méckhé Village est un  village historique du Sénégal qui se trouve au centre de la Commune de Méouane, dans le département de Tivaouane (région de Thiès).
Il devint l’un des plus rayonnants centres commerciaux du Sénégal et le pouvoir colonial l’érigea en canton sous le nom de Méckhé Mbar. Ce village a vu ses premiers 
habitants vers les années 1650. D'éminentes figures historiques, administratives et politiques du pays et de la diaspora sont originaires de ce village qui a donné le nom de Ngaye Méckhé la ville carrefour. Il est à 5 km à l'Ouest de Ngaye Méckhé qui est à 118 km de Dakar sur la RN 2 (Dakar - Saint-Louis).
Véritable poumon économique du Cayor, l'activité est à dominante agricole avec la culture du manioc qui occupe de vastes étendues de terres (plus de 60 % des terres cultivables).
Il abrite le deuxième centre d'état civil de la Commune de Méouane

## Population
Le 3e Recensement Général de la Population, de l'Habitat, de l'Agriculture et de l'Habitat (RGPHAE 3) estime la population du village à 3.011 habitants et 198 ménages.
La principale ethnie est le Wolof (99,8 %). Actuellement, on note la présence de Peulhs et de Sossés.
Chef de village : Modou Kébé Diop (depuis 2019)

## Économie
Le poumon économique du village repose principalement sur l'agriculture avec la prédominance de la culture du manioc qui occupe d'importantes superficies (plus de 70 % des terres). Les cultures maraichères et arboricoles ont commencé à se développer dans le village et dans son hinterland.
Les autres espèces sont le mil, l'arachide, le niébé et le bissap.

Méckhé Village est aussi le siège du GIE des femmes de la Commune de Méouane qui s'activent dans la transformation de céréales locales et de l'anacarde, de la vannerie et de production des détergents.

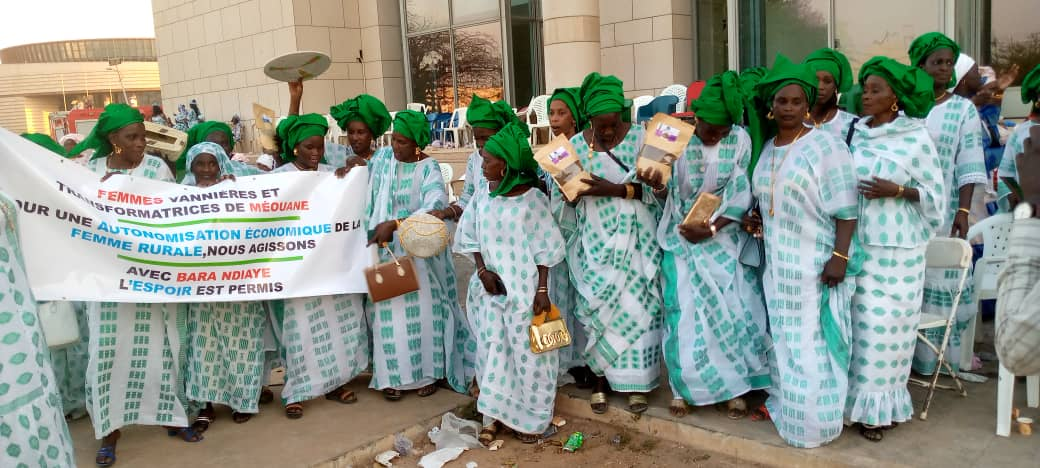
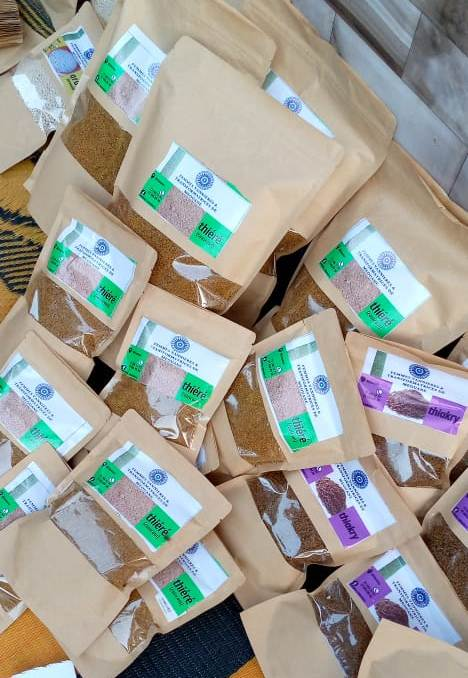
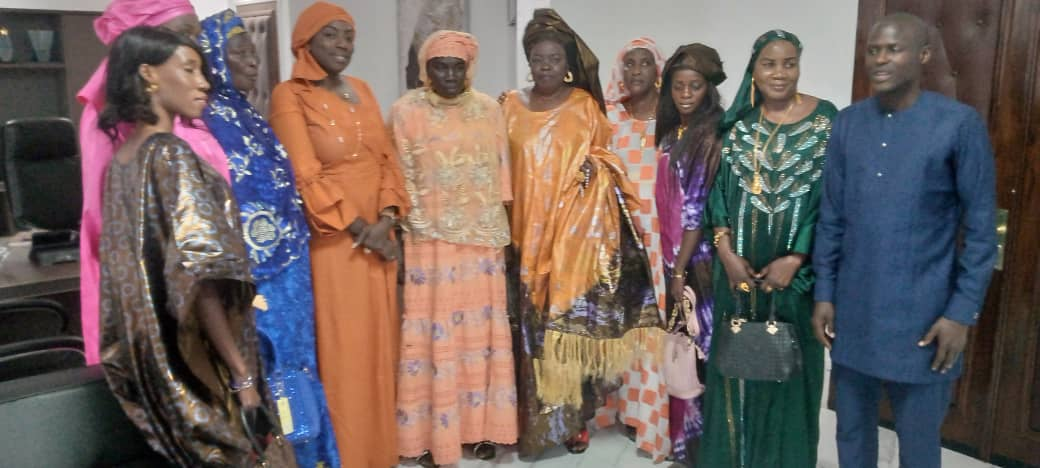

## Éducation
- une école primaire avec un cycle complet qui date de 1962. C'est l'une des premières écoles françaises du Sénégal.
- un collège d'enseignement qui a été créé en 2010
- Un lycée qui a commencé en 2022
- un daara (école coranique et internat) créé par Serigne Fallou Ndoye en 1977 qui dispose d'un internat moderne et d'un cycle normal.
- une école franco-arabe mise sur pied par Oustaz Modou Diop (2015)

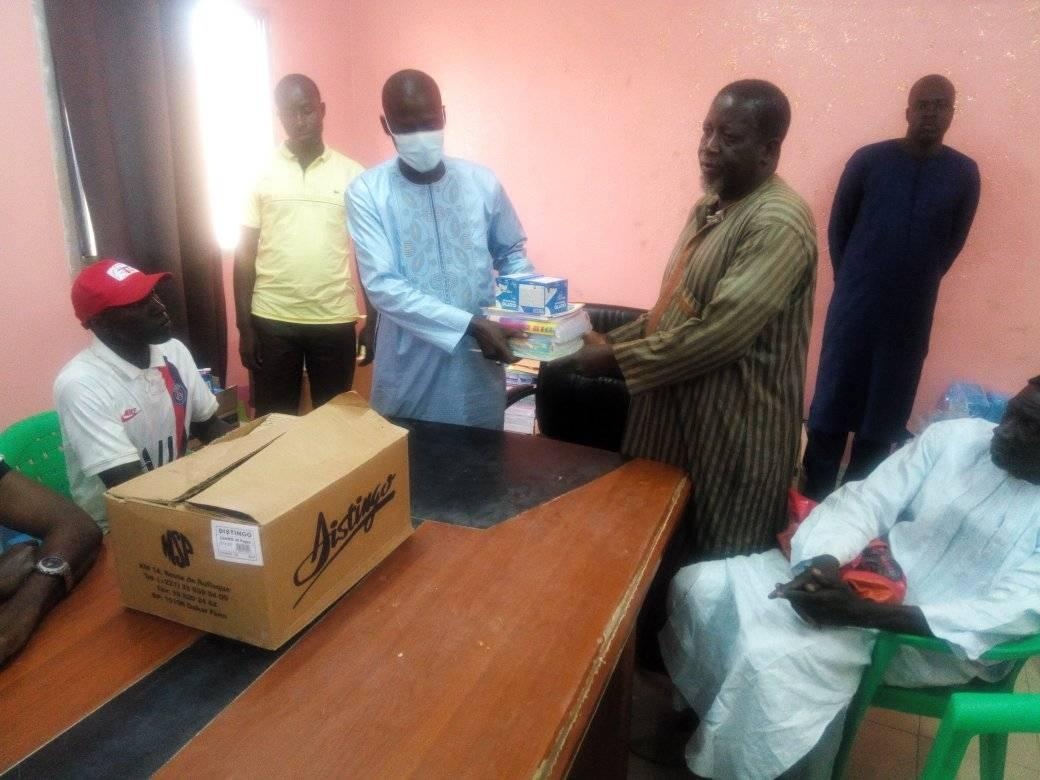
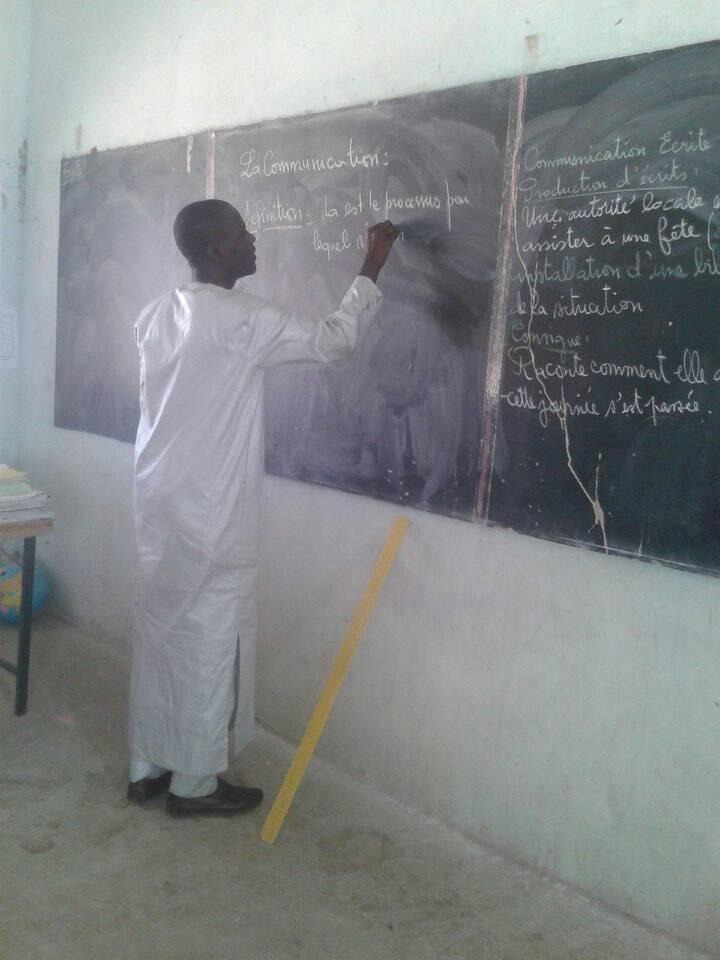
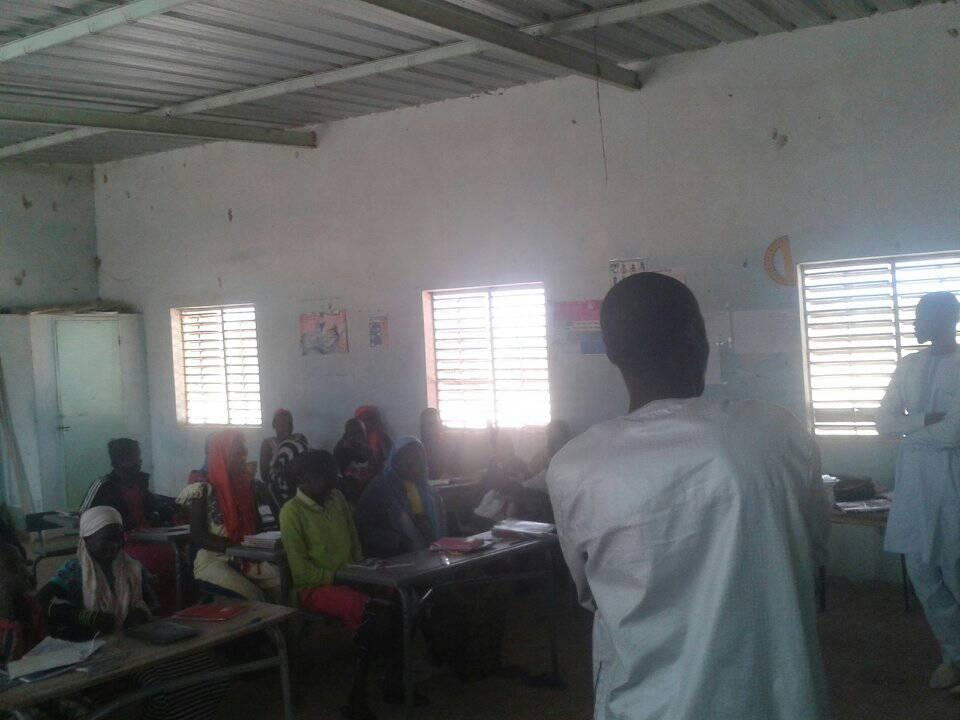
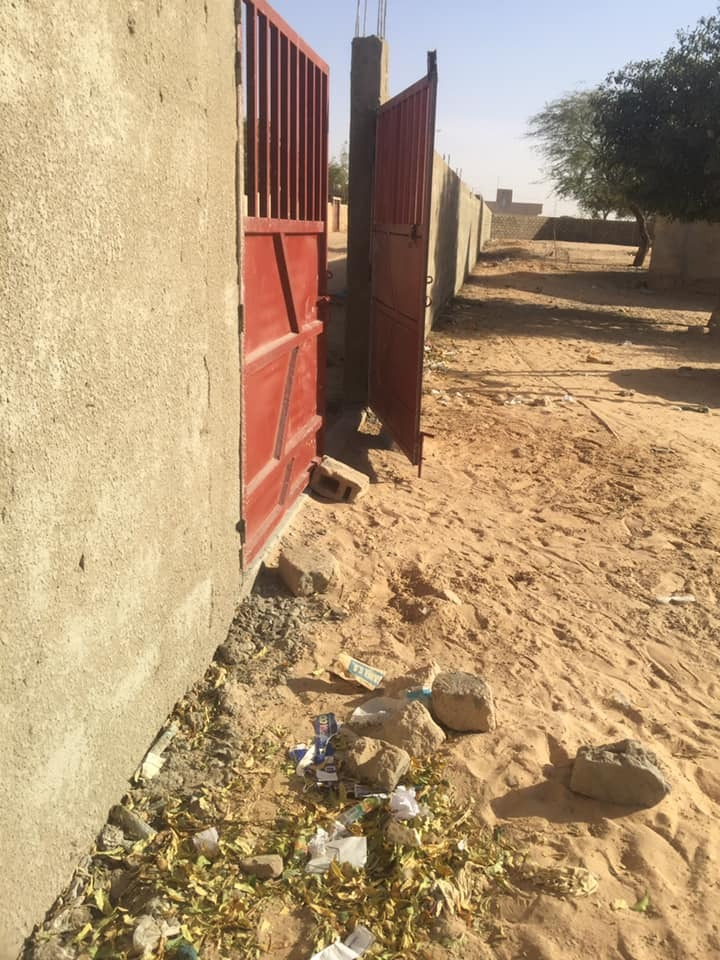
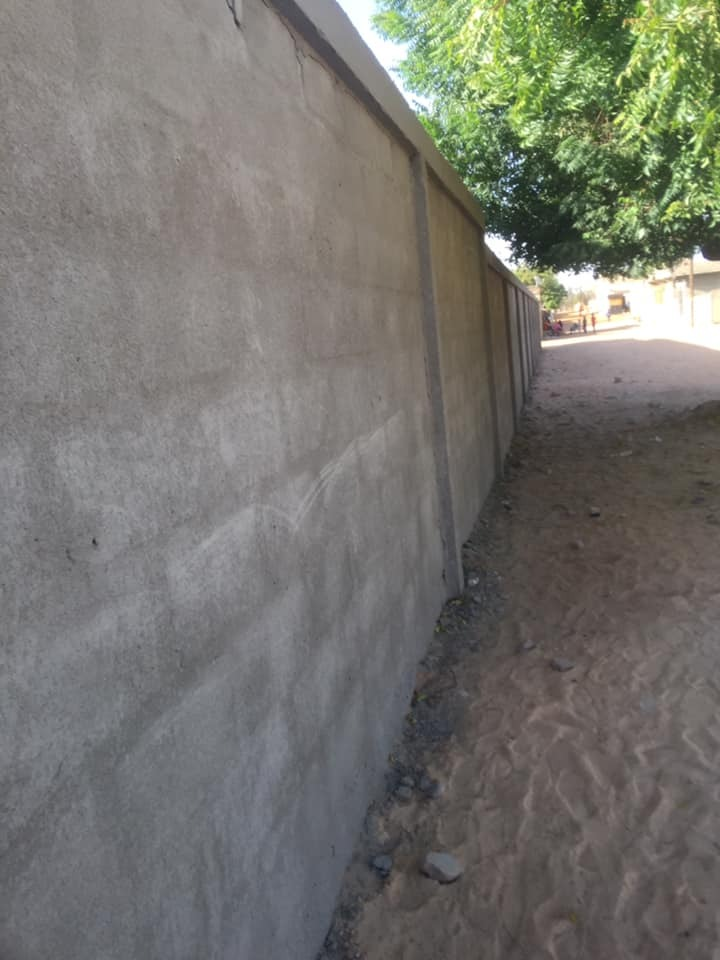
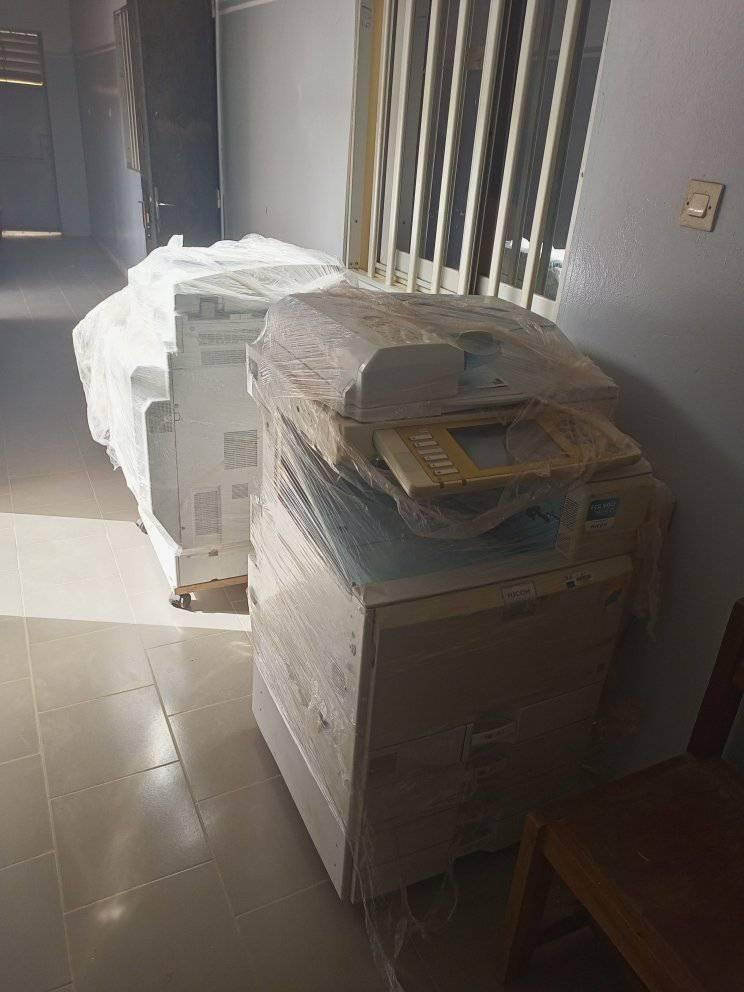
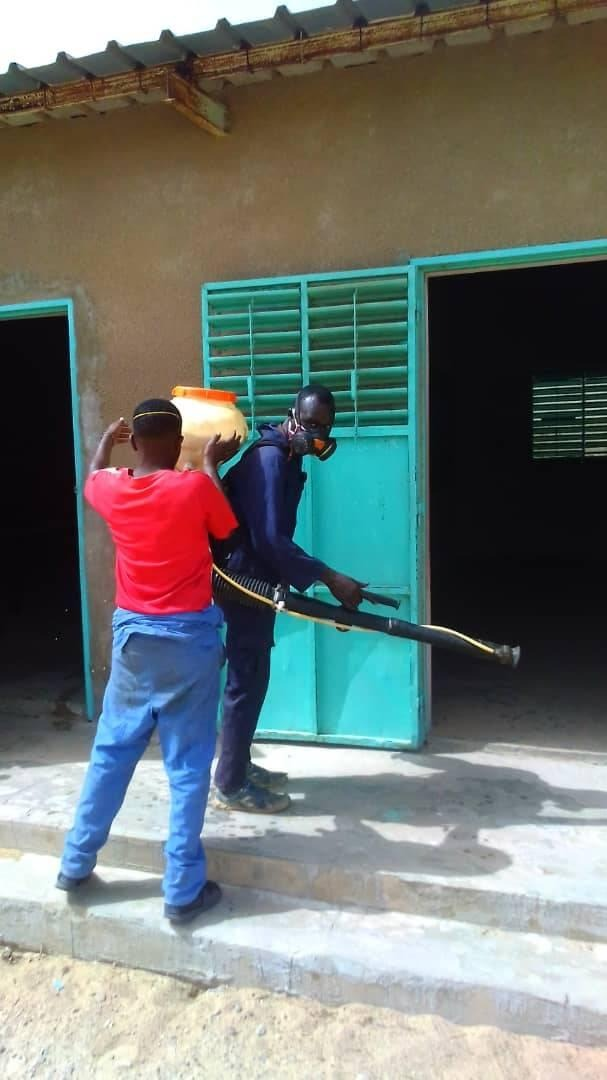

## Santé
Le village disposait d'une case de santé pour les soins primaires. Aujourd'hui, un poste de santé a été érigé avec différents blocs (maternité, dispensaire, logement ICP), d'une ambulance et d'un appareil d'échographie. Dépendant du district sanitaire de Tivaouane, cette infrastructure est d'une capacité d'accueil assez importante et d'un personnel bienveillant.

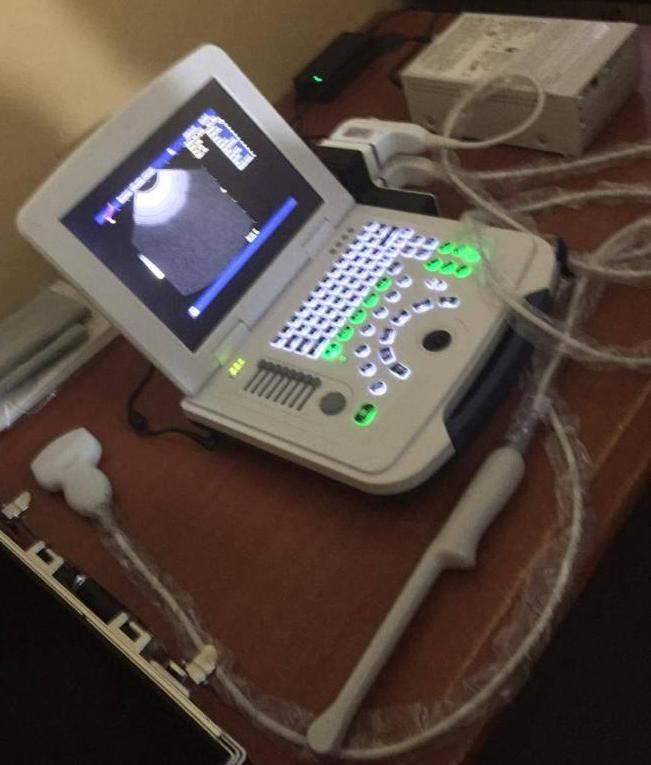
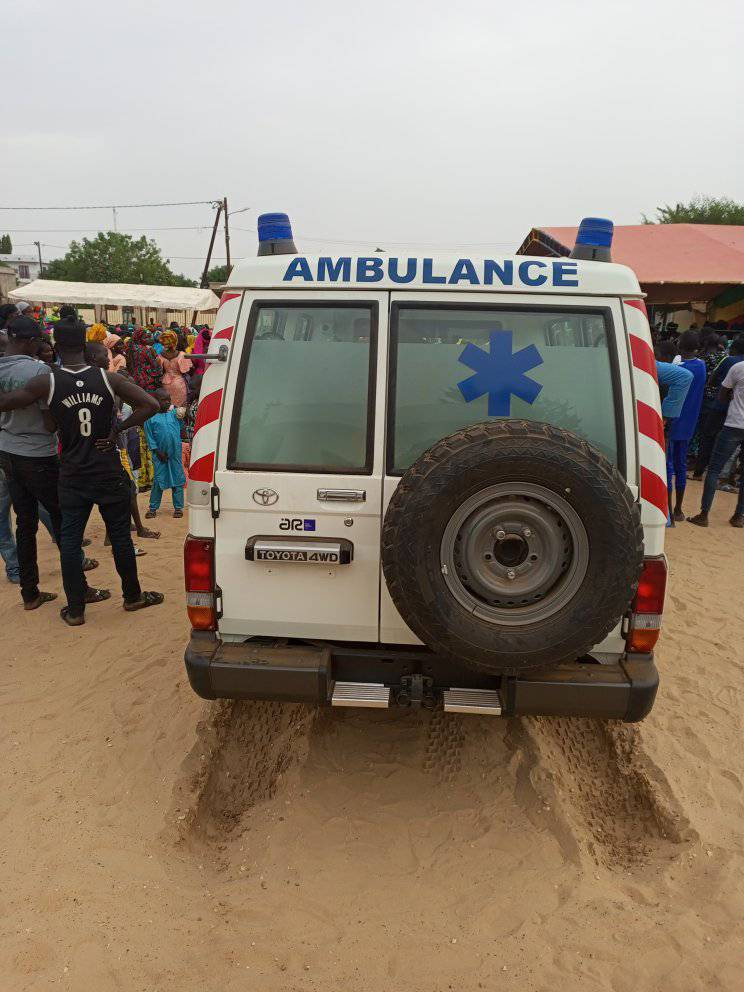
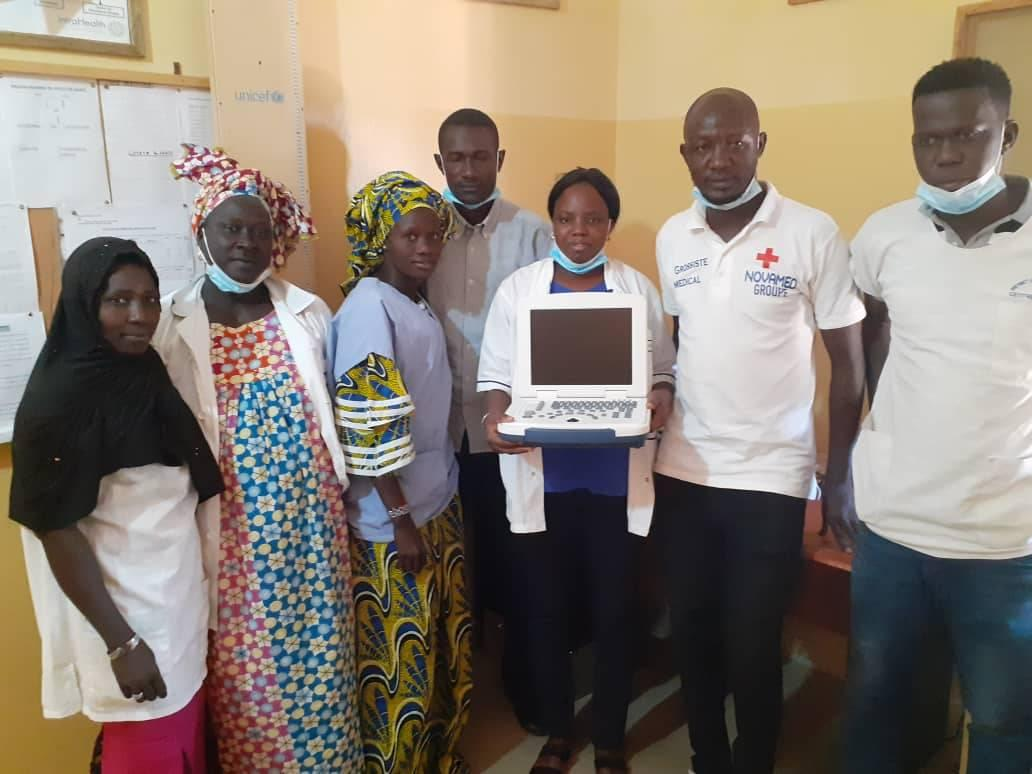
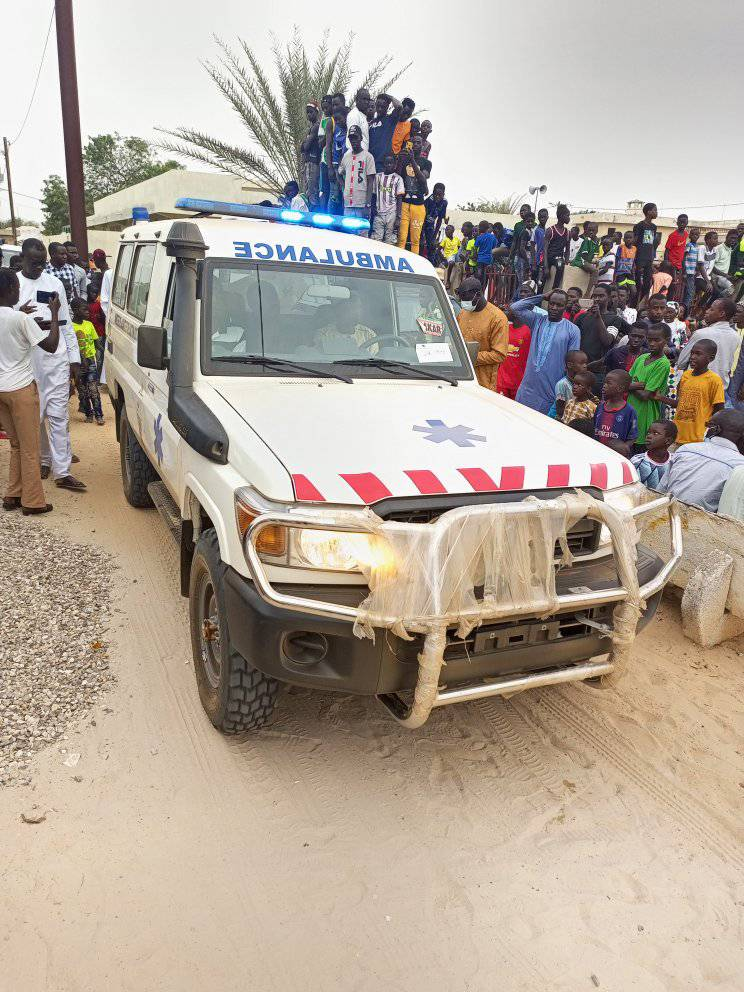
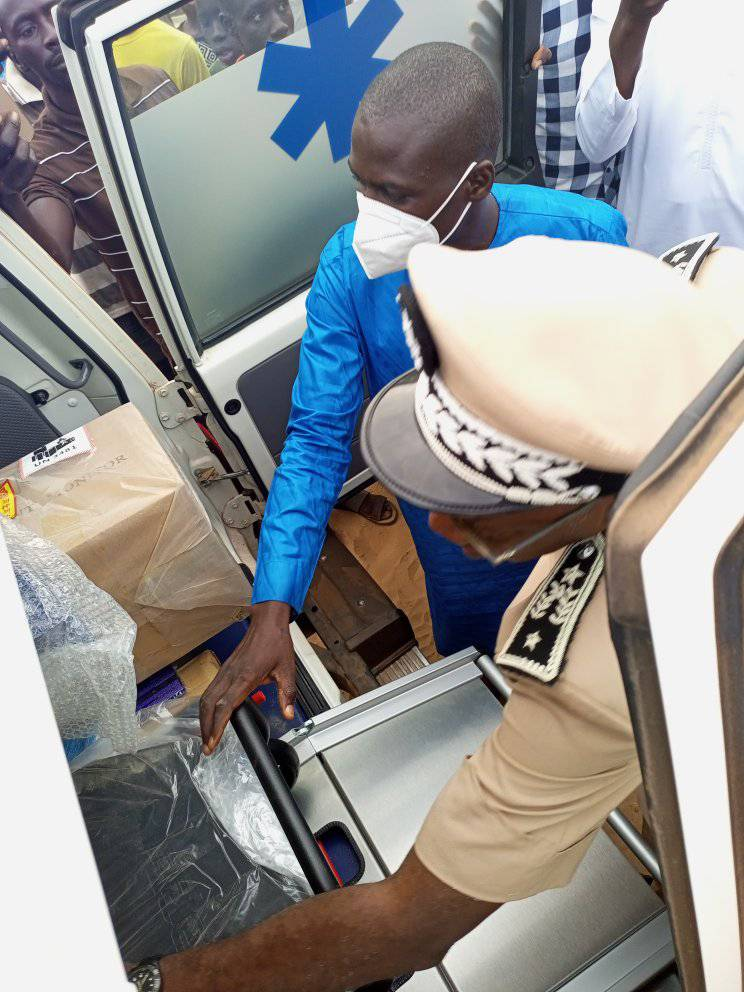
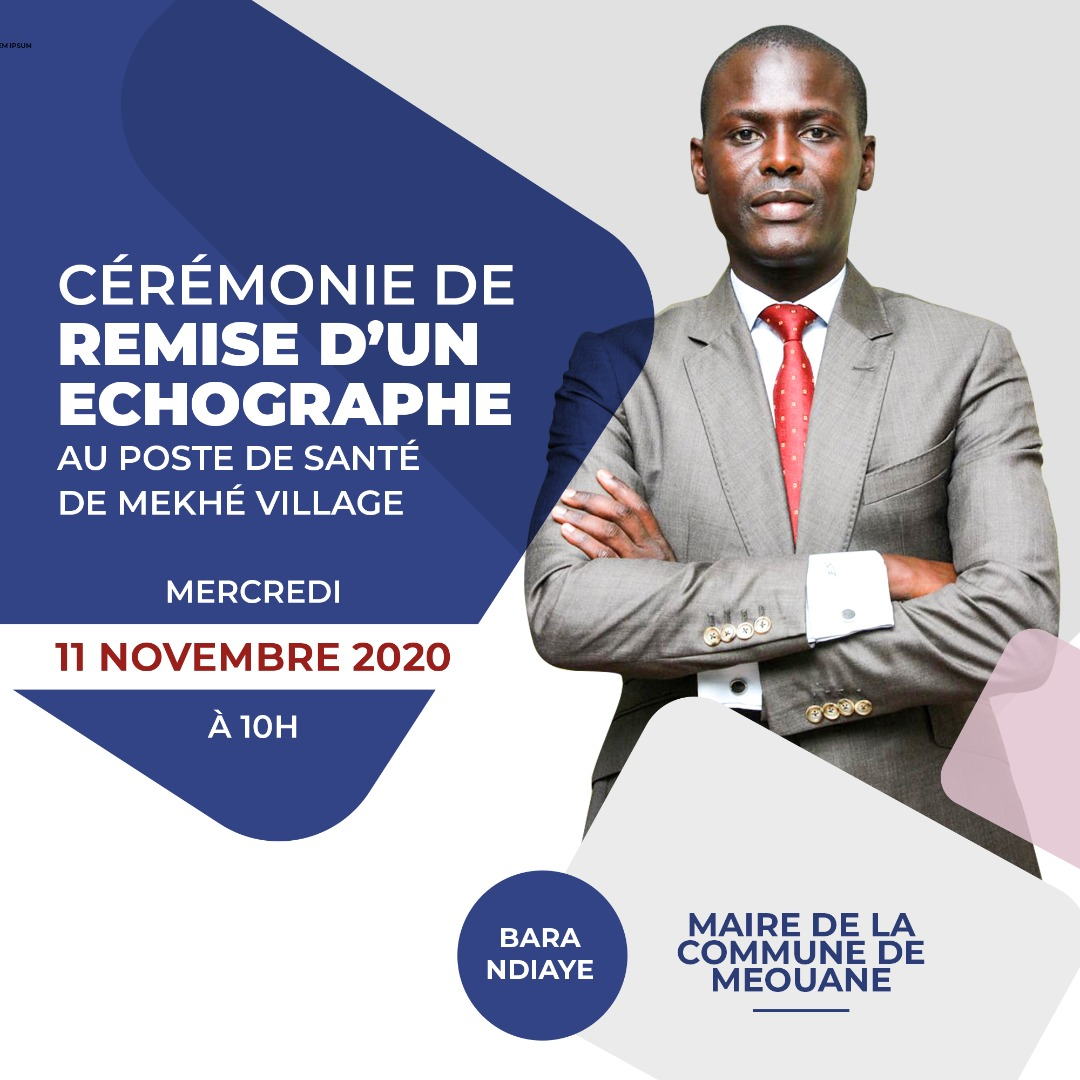
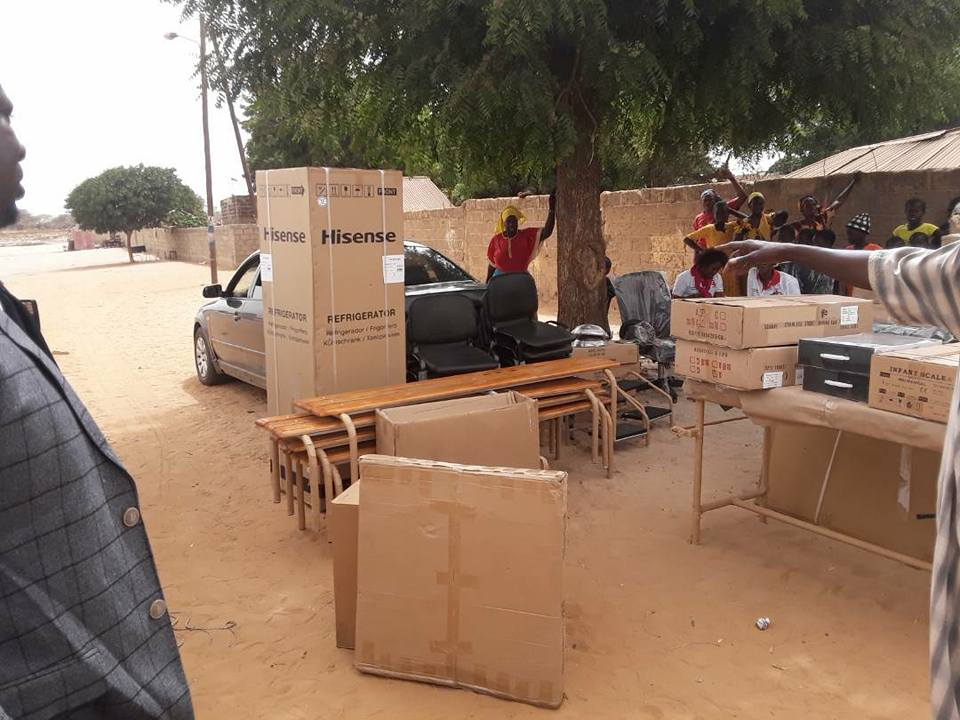
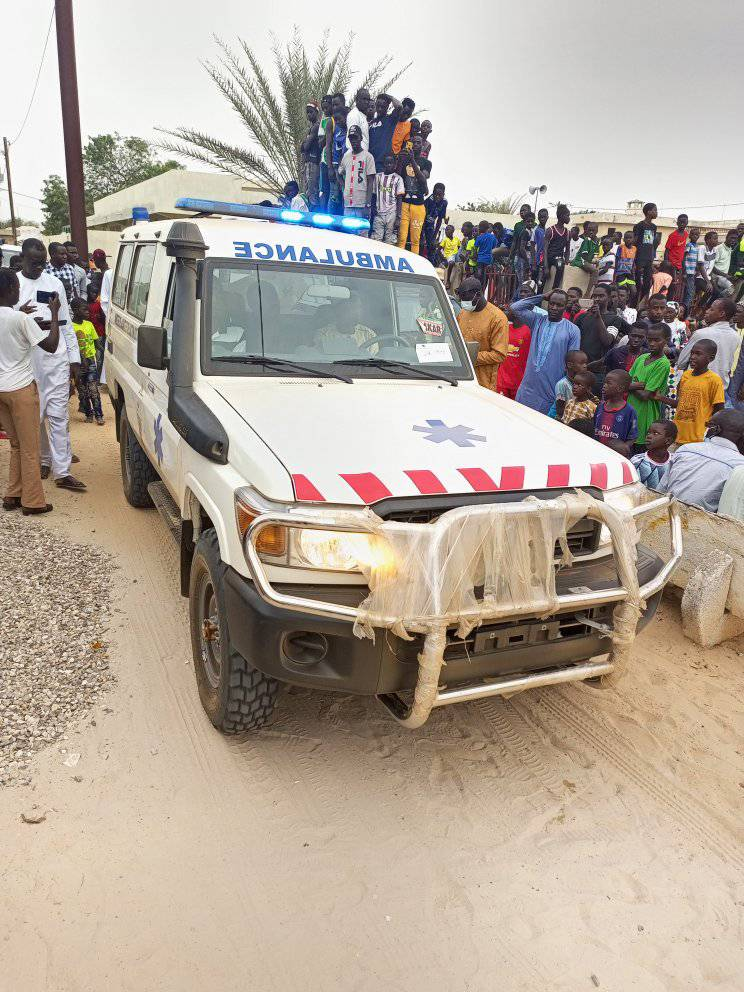

## Artisanat
Le village est très dynamique dans l'artisanat notamment la vannerie qui occupe la majeure partie de la gent féminine. Les produits sont commercialisés dans tous les marchés locaux (Méckhé, Ndoucoura, Pire, Ndiakhaté) et exportés vers l'Europe et l'Amérique.

La broderie occupe une part non négligeable.

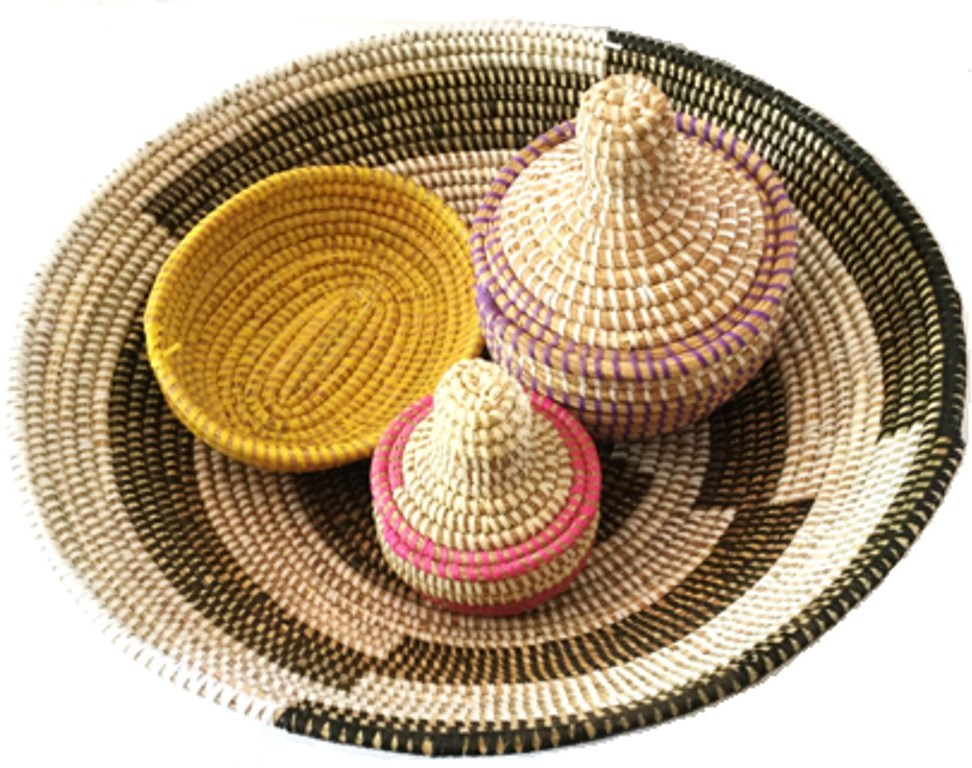
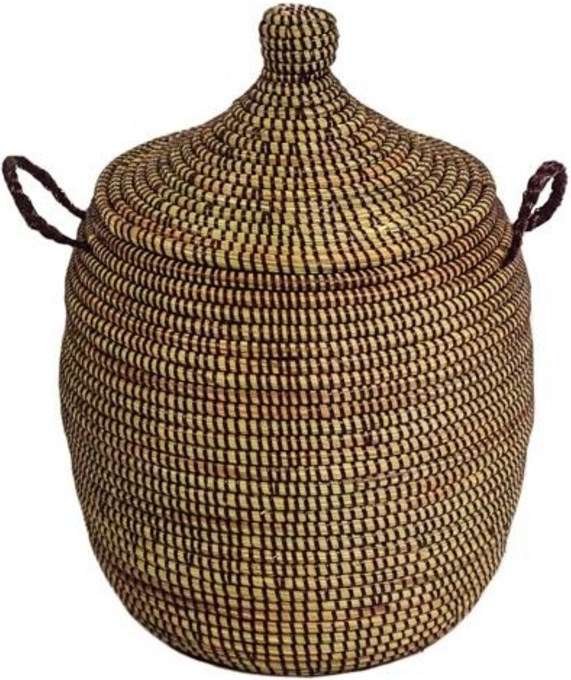
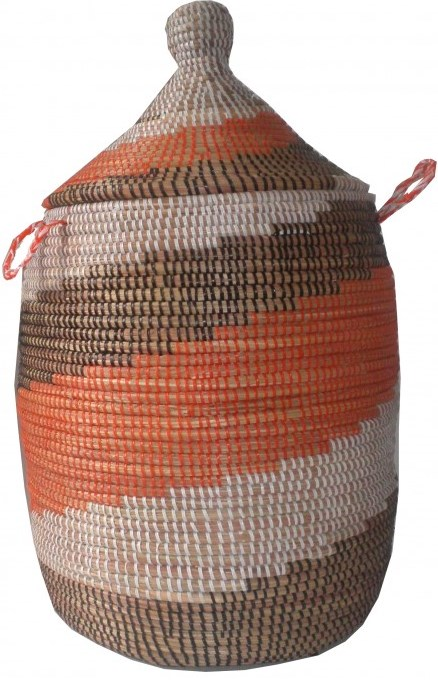
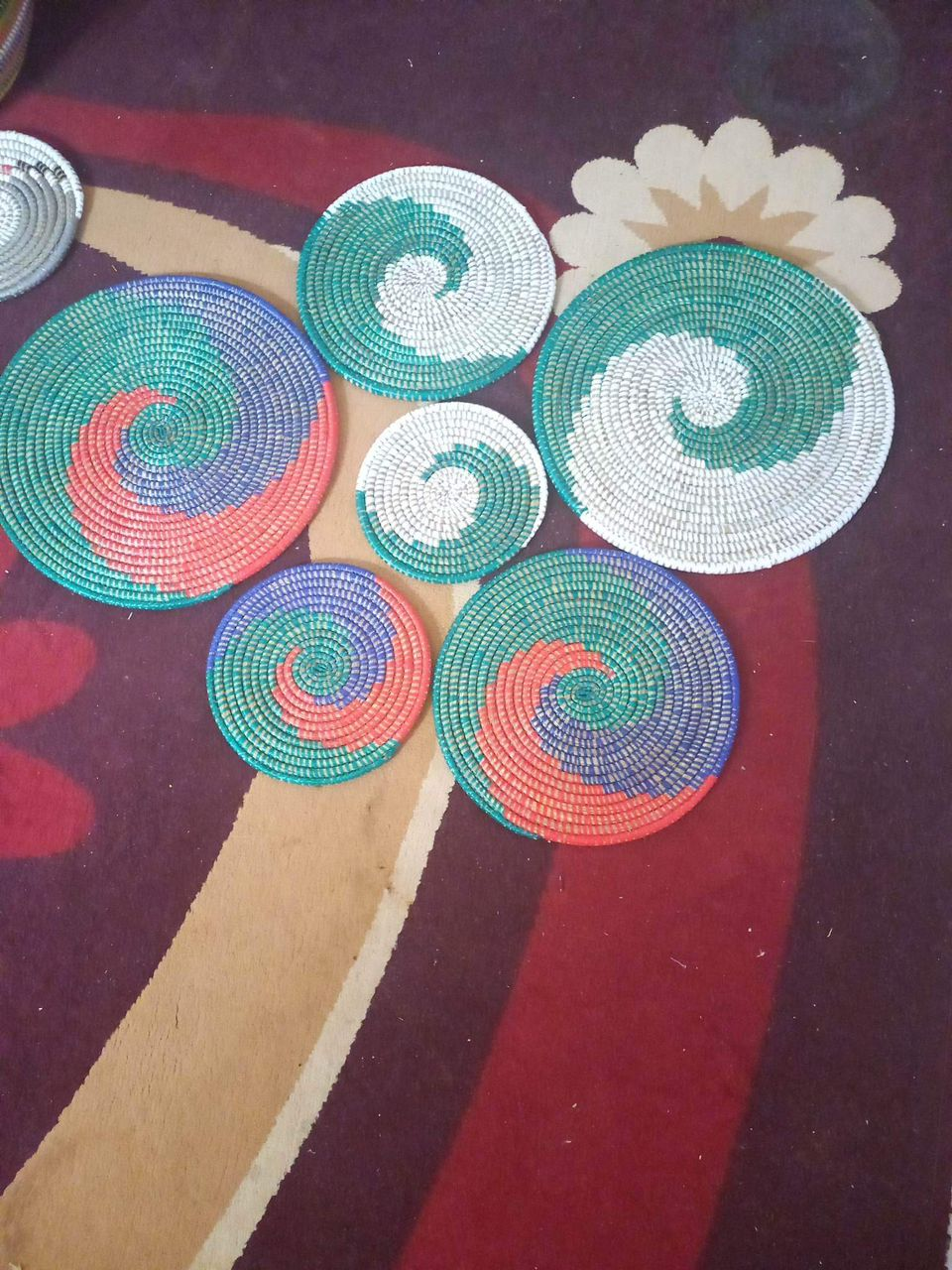
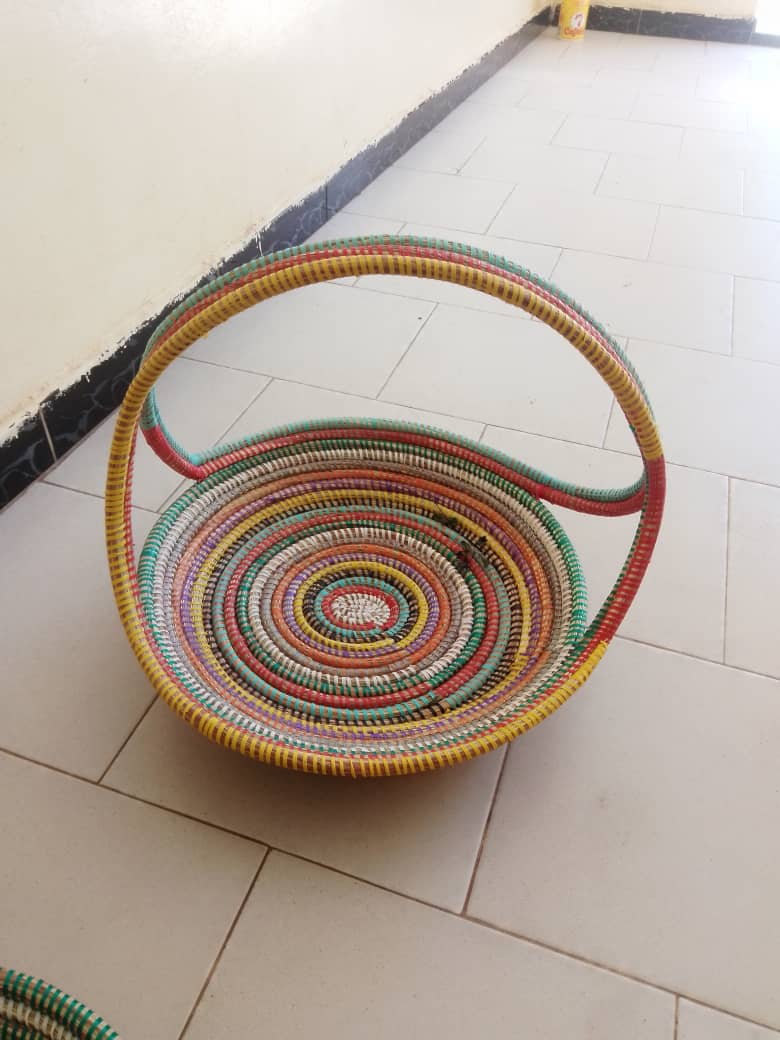
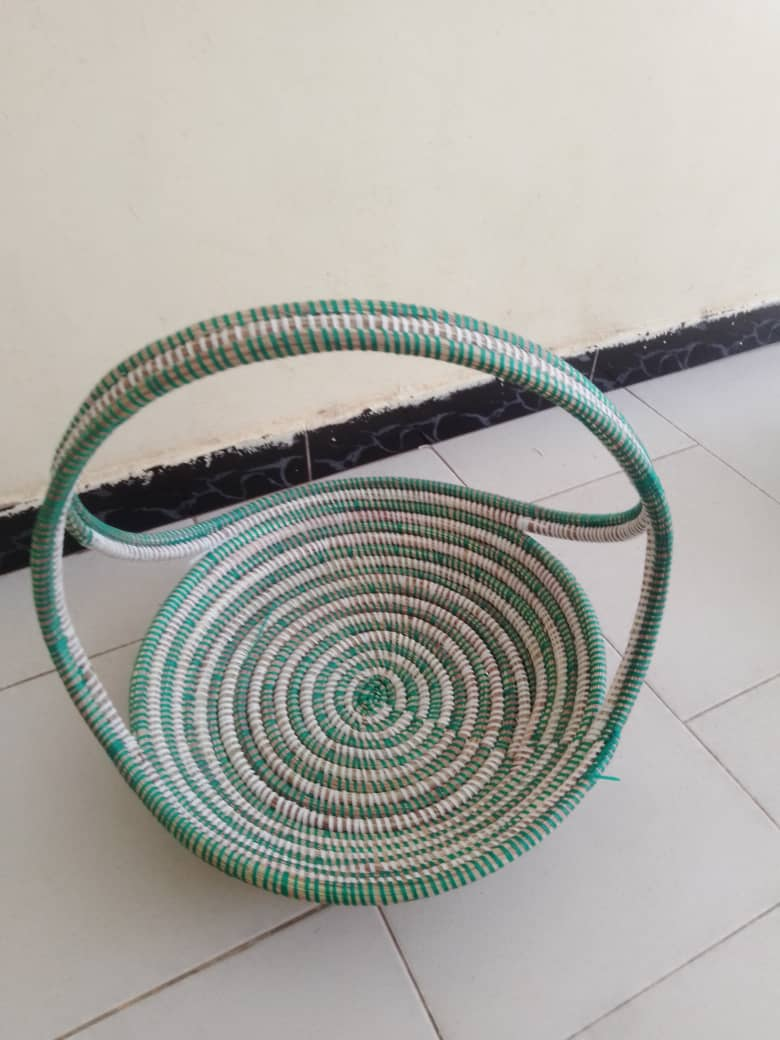
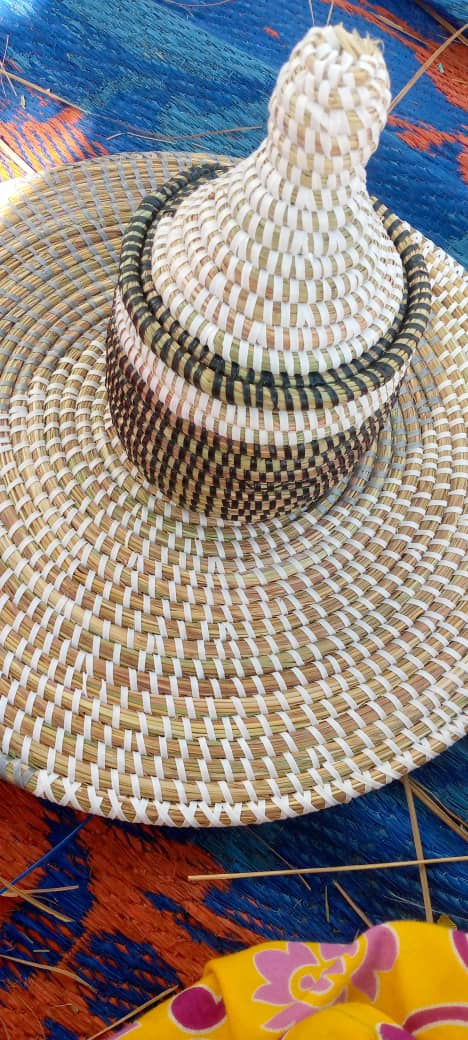
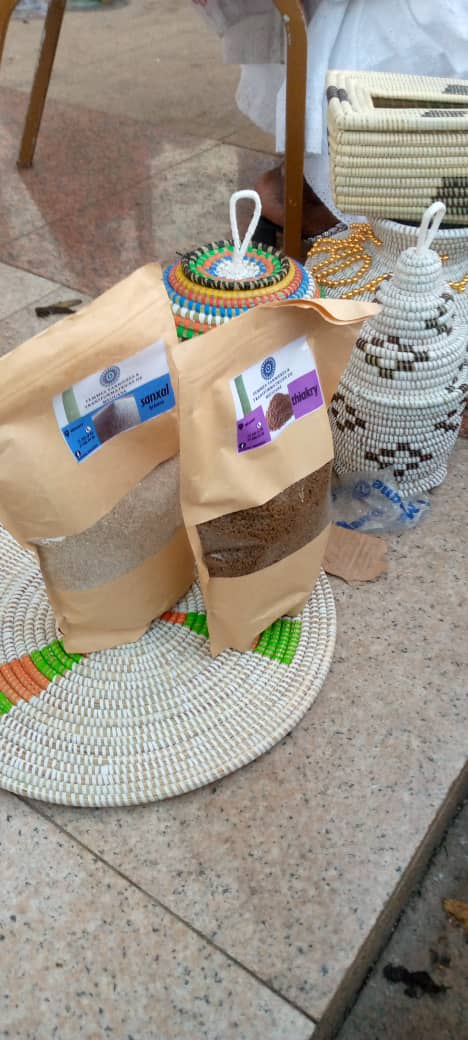
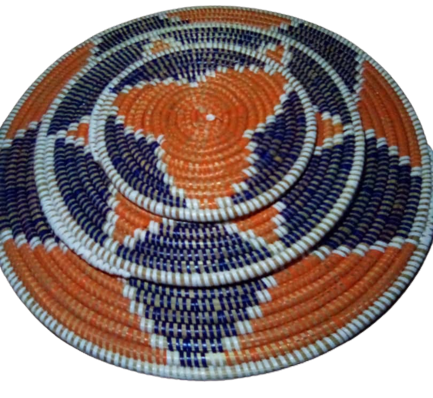
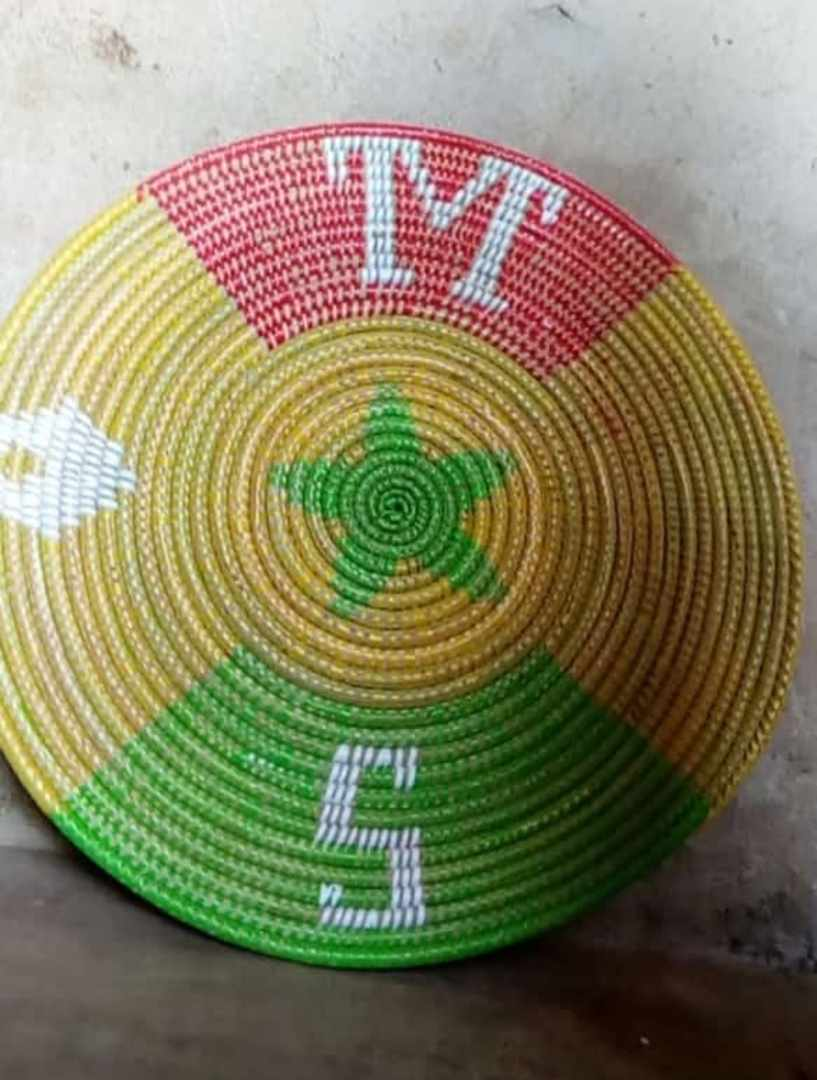

## Communication
Méckhé Village est accessible par diverses pistes latéritiques en prevonance de :
- Ngaye Méckhé à l'Est sur 5 km
- Méouane au Sud-Ouest sur 8 km
- Ngakham 1 au Nord sur 2 km
- Thiocké à l'Ouest sur 3,5 km

Un projet d'autoroute en partance de Tivaouane vers Saint-louis est à quelques encablures du village. Cette route va traverser la Commune de Méouane sur 18 km de Pire à Kab Gaye.
Le réseau téléphonique et l'internet sont de qualité moyenne.

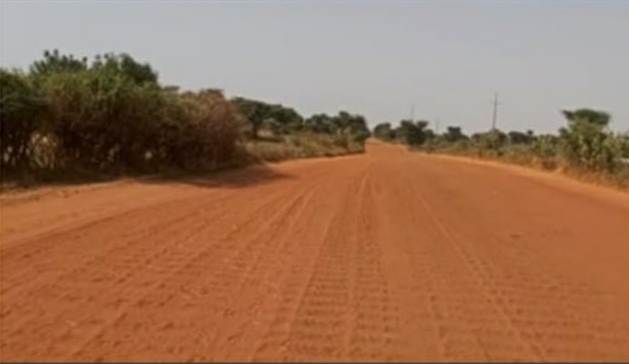